# Crematogaster impressa
Crematogaster impressa är en myrart som beskrevs av Carlo Emery 1899. Crematogaster impressa ingår i släktet Crematogaster och familjen myror.

## Underarter
Arten delas in i följande underarter:
- C. i. brazzai
- C. i. impressa
- C. i. maynei
- C. i. sapora